# Porpax (chuồn chuồn ngô)
Porpax là một chi chuồn chuồn ngô thuộc họ Libellulidae. Có năm loài trong chi này tất cả đều là loài đặc hữu châu Phi nhiệt đới:
- Porpax asperipes Karsch, 1896
- Porpax risi Pinhey, 1958
- Porpax garambensis Pinhey, 1966
- Porpax bipunctus Pinhey, 1966
- Porpax sentipes Dijkstra, 2006